# ウエストコースト航空956便墜落事故
ウエストコースト航空956便墜落事故（ウエストコーストこうくう956びんついらくじこ）は、1966年10月1日に発生した航空事故である。
ユージーン空港からポートランド国際空港へと向かっていたウエストコースト航空956便（マクドネル・ダグラス DC-9-14）がオレゴン州のクラカマス郡に墜落し、乗員乗客18人全員が死亡した。この事故はDC-9初の機体損失事故であり、ウエストコースト航空にとっても初の人身死亡事故であった。
なお、ウエストコースト航空は1968年に運行を停止している。

## 飛行の詳細

### 事故機
事故機のマクドネル・ダグラス DC-9-14（N9101）は製造番号45794として製造され、1966年に初飛行し、事故のわずか15日前にウエストコースト航空に納入された。同機は9月26日に運航を開始し、総飛行時間は164時間で、連邦航空局の要求通りに整備されていた。75人乗りの同機の価格は300万ドル（約3億円）だった。

### 乗員
機長の総飛行時間は18,900時間以上であったが、DC-9での飛行時間はわずか17時間であった。
機長（監査官）の総飛行時間は21,800時間であったが、DC-9での飛行時間はわずか50時間であった。
副操縦士の総飛行時間は9,500時間以上であったが、DC-9での総飛行時間はわずか9時間であった。
機長と副操縦士は事故の2日前に、監査官の機長は9月20日に直近の技能試験を終えていた。その他の2人は客室乗務員で、5人の乗員全員がシアトル近郊在住であった。また、乗客のうち3人はウエストコースト航空の従業員であった。

## 事故の経緯
1966年10月1日、事故機は941便としてシアトルからポートランド、ユージーンを経由してサンフランシスコまで運航された。
約1時間後、同機は乗員を変えずに941便と寄港地を反対にする北行きの956便となった。956便は19時34分にユージーンに到着し、19時52分にポートランドへ向けて出発した。このフライトは高度12,000フィート（3,660m）でのビクターエアウェイ23経由による計器飛行方式（IFR）で飛行することの承認を得た。
20時04分（PDT）、956便は航空交通管制のレーダー誘導の下でシアトルセンターから降下指示を受けた。956便は14,000フィート（4,270m）から9,000フィート（2,740m）への降下指示を確認した。約1分後、管制官はポートランド国際空港の滑走路28Rが使用中であることを告げ、方位30度に右旋回するよう指示した。旋回する方向を質問した後、956便は「方位30度に右旋回、了解」と返答した。
右旋回中の956便が推定方位240度から260度を通過している間に管制官と956便との交信が途絶えた。20時09分、管制官は956便に300度の方位に達した時点で報告するよう指示した。何回か指示を繰り返した後、956便は「956便、了解」と返答した。レーダーターゲットが戻らず、956便からの通信が途絶えたため、20時15分に事故通知手続きが開始された。
消息を絶った夜にマックコード空軍基地（ワシントン州タコマの南）からF-106デルタダート戦闘迎撃機、ポートランドの空軍基地からはHU-16アルバトロス水上飛行機が派遣され、956便の捜索にあたった。失踪時、日没から1時間以上経過した時点の雲の上限は2,900フィート（880m）で、天気は雨であった。
捜索隊は翌日の午後にフッド山から西南西に約10マイル（16km）のフッド山国有林で956便の残骸を発見した。残骸は標高3,830フィート（1,170m）のサーモン山地帯の4,090フィート（1,250m）の尾根の東側の斜面にあった。墜落時の機体の姿勢は右に30度傾き、3～4度の上昇姿勢で、方位は265度を向いていた。機体は多数の大きなモミの木を巻き込んだ後、30～35度の上り坂に衝突し、約150フィート（45 m）の坂を滑落した。主な破片は3,890フィート（1,190m）の地点で静止し、激しい火災が発生した。
機体の残骸は全て発見された。着陸装置は格納されており、飛行中の構造的欠陥、火災、爆発は確認できなかった。機体にはフライトデータレコーダー（FDR）とコックピットボイスレコーダー（CVR）が搭載されており、どちらも残骸から回収されたもののデータを読み取ることができたのはフライトデータレコーダーのみであった。事故調査は民間航空委員会（CAB）のウィリアム・L・ラム（William L. Lamb）が担当した。

## 事故調査
事故の詳細な原因について解明されることはなかったが、国家運輸安全委員会（NTSB）は次のような調査結果を出した。
1. 航空機には耐空性があり、パイロットは適切な資格を有していた。
2. 956便の機体やそのシステム、動力装置、部品に機械的な故障はなかった。
3. フライトは高度9,000フィート（2,740m）まで許可され、それを956便は認識していた。
4. 956便は自動操縦で飛行していた。
5. 956便は通常の方法で約4,000フィート（1,220 m）まで降下し、水平飛行になった。
6. 956便は衝突の2秒前に急な上昇を開始した。